# Rubus magnisepalus
Rubus magnisepalus är en rosväxtart som beskrevs av K. Meijer. Rubus magnisepalus ingår i släktet rubusar, och familjen rosväxter. Inga underarter finns listade i Catalogue of Life.